# Zosterop ullnegre
El zosterop ullnegre (Zosterops emiliae) és un ocell de la família dels zosteròpids (Zosteropidae).

## Hàbitat i distribució
Habita els boscos de les muntanyes de Sabah, al nord de Borneo.

## Taxonomia
Ubicat al monotípic gènere Chlorocharis Sharpe, 1888, ha estat inclòs a Zosterops, arran els treballs de Lim et al. 2018.